# هالادیولا
هالادیولا (به لاتین: Haladiwela) یک منطقهٔ مسکونی در سری‌لانکا است که در استان مرکزی (سری‌لانکا) واقع شده‌است.